# أوستريا (لومبارد)

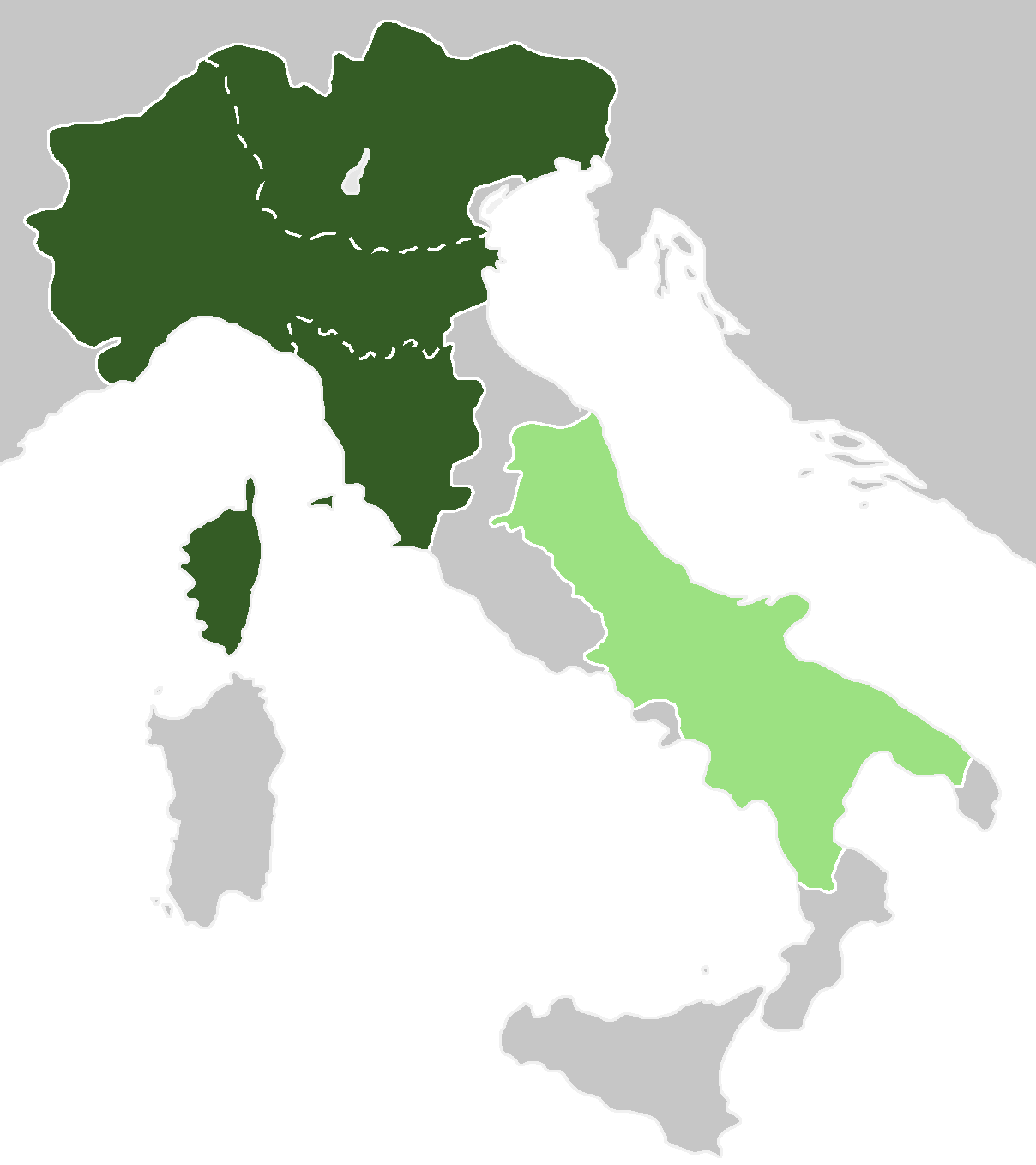
خريطة مملكة إيطاليا اللومباردية عام 740، تظهر باللون الأخضر الداكن المملكة الرئيسية.

كانت أوستريا وفقًا للتصنيف القروسطي الجغرافي المبكر، الشطر الشرقي من لانغوبارديا الكبرى، والتي بدورها كانت الشطر المركزي الشمالي من مملكة اللومبارد ممتدة من نهر آدا إلى فريولي قبالة نويستريا. لم يكن التقسيم جغرافيًا فحسب بل كانت هناك اختلافات سياسية وثقافية.